# Бечер Ґейл
Бечер Ґейл (англ. Becher Gale, 14 квітня 1887 — 24 серпня 1950) — канадський академічний веслувальник.
Бронзовий призер Олімпійських Ігор 1908 (розпашні четвірки без стернового), 1908 (вісімки) років.